# Thomas Goulton Hesleden
Thomas Goulton Hesleden (* 18. Februar 1776 in Barton-upon-Humber; † 11. November 1827 in Hamburg) war ein englischer Schiffsmakler. Gemeinsam mit seinem Geschäftspartner John Fontenay gehörte er als einer der letzten Merchant Adventurers zu den erfolgreichsten Maklern jener Zeit.

## Leben
Hesleden wurde als dritter Sohn William Hesledens geboren. Er hatte fünf Brüder und drei Schwestern. Am 16. Mai 1799 heiratete er Ulrica Christina Sophia Duncker, die zwei Jahre älter als er war und aus Schwerin stammte. 1802 wurde er erstmals in Hamburg genannt, wo er unter der Adresse Kleine Michaeliskirche 109, zwischen 1804 und 1808 am Herrengraben 217 unter der Adresse Dr. med. Dunker, wohnte.
Während der Zeit der Elbblockade lebte Hesleden mit seiner Frau in Tönning. Am 24. April 1807 leistete er dort seinen Bürgereid, womit er quasi dänischer Staatsbürger wurde und sich somit weitgehend frei in Hamburg bewegen konnte.
Nach seinem Tod am 11. November 1827 wurde er sechs Tage später auf dem Kirchhof der englisch reformierten Gemeinde zu Hamburg vor dem Dammtor begraben.
Hesleden hatte einen Sohn, Charles Williams, der am 5. Juni 1897 geboren wurde.

## Wirken
Hesleden arbeitete als englischer Schiffsmakler in Hamburg, wo er am 16. Juni 1802 zum Makler verpflichtet wurde. Als Merchant Adventurer konnte er Bevorzugungen in Zoll- und Handelsangelegenheiten und Steuervergünstigungen nutzen. 1802 wickelte er 36 Schiffe in der Hansestadt ab. Aufgrund der mit der Hamburger Franzosenzeit verbundenen Elbblockade waren Abwicklungen vom Hamburger Hafen ab 1803 nicht mehr möglich, Schiffe fuhren nun den Hafen in Tönning an. Hesleden, der in Tönning lebte und einer der dortigen größten Steuerzahler war, arbeitete zunächst mit Korrespondenzmaklern zusammen und bot 1804 zehn Abfertigungen ab Tönning an. Ab dem 1. Juli 1804 kooperierte er mit Fontenay, in dessen Geschäftshaus an der Schaarsteinwegbrücke er ab 1804 firmierte. Alle Anzeigen, auch die von Fontenay gemakelten Schiffe, liefen nur unter dem Namen Hesledens, der als Makler auftrat, während sich Fontenay als Reeder und Kaufmann betätigte.
Nachdem England Dänemark 1807 den Krieg erklärt hatte, wohnte Hesleden vorübergehend im Englischen Haus in der Gröningerstraße in Hamburg, wurde ab 1809 aber auf Helgoland tätig. Dort nahm er am 3. Juni 1809 am Gründungstreffen der dortigen Chamber of Commerce teil. In seiner Bewerbung zur Ernennung als Schiffsmakler schrieb Hesleden: „Die Anmaßungen des Feindes haben mich aus Hamburg vertrieben, wo ich in den letzten mehreren Jahren für die englische Factory gewesen bin.“ Nach dem Ende der Franzosenzeit nahm Hesleden gemeinsam mit Fontenay ab Juni 1814 wieder Geschäfte ab dem Hamburger Hafen auf. 1814 fertigten sie 187 Segler ab, was 22 Prozent aller großen Schiffe entsprach, die zu dieser Zeit aus dem Hafen liefen. Bis 1820 betreuten sie fast jedes vierte englische Schiff in der Hansestadt. Zwischen 1822 und 1827 waren Hesleden und Fontenay im Hamburger Adressbuch in der Admiralitätstraße eingetragen.